# Bohemian Rhapsody
Bohemian Rhapsody ist ein Rocksong, der 1975 von Queen  als Auskopplung aus dem Album A Night at the Opera veröffentlicht wurde. Die Single verkaufte sich über fünf Millionen Mal und wurde der erste Nummer-eins-Hit der Band. Das Stück wurde von Leadsänger Freddie Mercury geschrieben.

## Entstehungsgeschichte

### Musikalischer Aufbau
Eine Rhapsodie ist an keine feste Form gebunden; in diesem Stück ist sie sechsteilig. Die Abschnitte sind stilistisch sehr unterschiedlich.
Bohemian Rhapsody lässt sich – in der Version des Albums A Night at the Opera – in folgende sechs Abschnitte unterteilen:
| 1. | Intro        | (0:00–0:49) | – 14 % |
| 2. | Ballade      | (0:49–2:37) | – 31 % |
| 3. | Gitarrensolo | (2:37–3:03) | – 07 % |
| 4. | Oper         | (3:03–4:08) | – 18 % |
| 5. | Hard Rock    | (4:08–4:55) | – 13 % |
| 6. | Outro        | (4:56–5:55) | – 17 % |
Der Song endet mit einem Gongschlag.

### Textinterpretation
Der Text stammt von Freddie Mercury und gibt einige Rätsel auf. „Bohemian“ ist das englische Wort für „Bohemien“, der den Konventionen trotzt und unter Missachtung der gesellschaftlichen Standards lebt. Eine Rhapsodie ist eine freie Musikform. Da der Titel auch als Böhmisches Musikstück übersetzt werden kann, ist er außerdem ein Wortspiel sowie eine Reverenz an Werke der musikalischen Romantik wie Brahms’ Ungarische Tänze.
Im Text werden Begriffe aus dem Koran, Arabischen und Hebräischen wie Bismillah („Im Namen Allahs“ ist die Eröffnungsformel der meisten Suren des Korans und häufig auf islamischen Grabsteinen zu finden), Scaramouche (ein Typus, der als prahlerischer Feigling erscheint) oder Beelzebub (Teufel) zitiert. Weitere ohne textlichen Zusammenhang zitierte Worte sind das repetitiv vorgetragene Galileo sowie Fandango und Figaro. Mercury selbst gab an, dass es sich um zufällig reimenden Unsinn handele. Andy Davis zitiert Mercury wie folgt: „Die Leute sollen sich den Song anhören und sich ihre eigene Meinung bilden, was ihnen der Text sagt.“
Die New York Times war der Auffassung, das hervorstechendste Merkmal des Songs sei sein fatalistischer Text. Dieser hat – ungewöhnlich in der Popmusik – keinen Refrain und auch keine strophische Form. Der Musikwissenschaftler Hartmut Fladt schreibt über das Stück: „Das Ganze ist eine Liebeserklärung an die Oper des späten 19. Jahrhunderts, die aber eben mit Mitteln des 20. Jahrhunderts raffiniert inszeniert wird. Das Lied ist ein sehr intelligentes Stück postmoderner Pop-Kultur.“ Das Intro mit dem Bekenntnis an die Mutter, jemanden mit einem aufgesetzten Kopfschuss getötet zu haben, wird von Hartmut Fladt auf die Arie Mamma, Quel vino è generoso in der Oper Cavalleria rusticana bezogen, in der Turiddu sich an seine Mutter wendet, bevor er sich für den von ihm verübten Ehebruch einem Duell stellt, bei dem er getötet wird.
Als Erklärung des Textes kann die Deutung von Mercurys langjährigem persönlichen Assistenten Peter Freestone gesehen werden, Mercury habe darin sein Bewusstwerden als homosexueller Mann verarbeitet. Mercury, der seine Beziehungen zu Männern privat hielt, hatte sich nie offiziell zu seiner Homosexualität bekannt.

### Aufnahmen
Die Aufnahmen zur Musik- und Rhythmusspur (Backing track) begannen am 24. August 1975 im Rockfield Studio 1 nahe Monmouth (Wales). Für die weitere Produktion nutzte man vier zusätzliche Tonstudios (Roundhouse, Sarm Studios (East), Scorpio Sound und Wessex Sound Studios), wo insgesamt über 180 Overdubs entstanden. Das Stück war als Bestandteil der LP A Night at the Opera geplant, die von Roy Thomas Baker produziert und von drei Toningenieuren (Mike Stone, Gary Lyons und Geoff Workman) überwacht wurde. Baker hatte bereits Queens erste drei Alben produziert. Das Backing track war schnell zusammengestellt, für die Stimm-Overdubs verwendete man erstmals bei Queen analoge 24-Spurtechnik. Für die Gesangsharmonien wurden 84 Stunden Aufnahmezeit benötigt, zur Abmischung standen letztlich 120 Stimmspuren zur Verfügung. Um dies zu erreichen, wurden jeweils die Tonspuren 1, 2 und 3 genutzt und auf Spur 4 zusammengemischt, sodass die Spuren 1–3 für weiteres Overdubbing zur Verfügung standen.
Baker: „Allein für das Wort Galileo brauchten wir drei Wochen, die man sonst für ein ganzes Album benötigt.“ Für die Gitarren- und Gesangsaufnahmen wechselte man in die Scorpio Studios nördlich von London und zu Sarm. Alleine das Gitarrensolo erforderte bei Sarm eine Woche. Teilweise wurde in drei Studios parallel aufgenommen. Auch der Opernteil benötigte rund drei Wochen Studioarbeit. Erst im Oktober waren die Masterbänder für alle Titel der LP fertiggestellt. Die langwierigen Aufnahmen in den fünf Tonstudios verschlangen etwa 45.000 £ (entsprächen heute inflationsbereinigt 509.200 £) an Produktionskosten für die gesamte LP, was den Song zum teuersten Rocksong jener Zeit machte.

### Besetzung
Die Besetzung während der Aufnahmen bestand aus Freddie Mercury (er singt und begleitet sich auf einem nicht gut gestimmten Bechstein-Konzertflügel), John Deacon (Fender Precision Bass), Brian May (Red-Special-Gitarre, Münze als Plektrum verwendet/Gesang) und Roger Taylor (Schlagzeug/Gesang). Der Höreindruck eines größeren Chores entstand durch das mehrfache Overdubbing der Stimmen der Queen-Sänger.

### Arbeitstitel
Ein früher Titel des Liedes war Mongolian Rhapsody, wie aus einem 2023 durch das Auktionshaus Sotheby’s veröffentlichten und zu versteigernden 15-seitigen Manuskript Mercurys hervorgeht.

## Veröffentlichung und Erfolg

Queen – Bohemian Rhapsody

Als die EMI-Verantwortlichen das überlange Stück hörten, zweifelten sie daran, ob es überhaupt Airplay etwa bei der BBC erhalten würde. EMI verlangte die Streichung des gesamten Mittelteils einschließlich der Opernpassage. Kurzerhand holte man sich den Rat des Radio-DJ Kenny Everett bei Capital Radio in der Nähe der Scorpion Studios ein. Everett spielte den Song während eines Wochenendes 14 Mal, die Resonanz war überwältigend.
Bohemian Rhapsody / I’m In Love With My Car (EMI 2375) wurde als ungekürzte Single vorab am 31. Oktober 1975 aus der LP A Night at the Opera ausgekoppelt, das Album selbst erschien erst am 21. November. Durch intensives Airplay entwickelte sich der Song schnell zum Hit. In Großbritannien stand er seit dem 23. November 1975 für neun Wochen auf Rang eins, ein damaliger britischer Rekord. Es war der erste Nummer-eins-Hit der Gruppe. Nach Mercurys Tod erreichte die Single am 15. Dezember 1991 erneut den Status als Nummer-eins-Hit. Die Einnahmen aus der Wiederveröffentlichung gingen an eine AIDS-Stiftung. In den USA erschien Anfang 1992 eine weitere Single-Version mit The Show Must Go On als zweitem Titel.

## Musikvideo
Das am 10. November 1975 in vier Stunden nach den Vorstellungen der Bandmitglieder von Bruce Gowers hergestellte und in fünf weiteren Stunden zusammengestellte Musikvideo gilt als das erste Popvideo, das den Erfolg einer Single begleitete. Es kostete mit 4.500 £ (entspräche heute inflationsbereinigt 50.900 £) etwa ein Zehntel der Produktionskosten der LP. Am 20. November 1975 wurde es in der BBC-Musiksendung Top of the Pops vorgestellt. Da die EMI nicht an den Erfolg der Single glaubte, wollte sie mit dem Video eine Visualisierung zur Verkaufsunterstützung bieten.
Der Erfolg dieses Promo-Videos begründete die gängige Praxis der Plattenfirmen, Promo-Videos zu produzieren, um die Plattenverkäufe anzukurbeln. 1992 wurde das Video um Szenen aus dem Film Wayne’s World erweitert. In der Folge erreichte der Song fast zwei Jahrzehnte nach seiner Erstveröffentlichung noch einmal Platz zwei der US-amerikanischen Hitparade.
Das Video beginnt mit einer Einstellung, in der die Silhouetten der Bandmitglieder in nahezu vollständiger Dunkelheit zu sehen sind. Mit Ende des A-cappella-Teils geht das Licht an und die Kameraeinstellung ist identisch mit dem Coverfoto des Albums Queen II. Im weiteren Verlauf der Szene wird eine Nahaufnahme Mercurys über das Bild geblendet. Mit Beginn der Ballade zeigt das Video die Bandmitglieder, wie sie auf ihren Instrumenten spielen. Am Anfang des Opern-Abschnitts sind wieder Variationen des Coverfotos zu sehen, dieses wird aber durch Effekte verzerrt oder dupliziert dargestellt. Diese Effekte wurden jedoch nicht durch Nachbearbeitung, sondern durch spezielle Filmtechniken – wie zum Beispiel das Abfilmen eines Monitors – erreicht. Zur Band auf der Bühne kehrt das Bild ab dem Hard-Rock-Teil zurück. Das Video endet damit, dass Schlagzeuger Taylor ein großes Tamtam anschlägt. Das Video erreichte im Juli 2019 eine Milliarde Aufrufe auf YouTube und war damit das älteste Musikvideo, das eine solche Anzahl an Aufrufen auf der Plattform erreichte.

## Preise
Für seine Komposition erhielt Mercury im Januar 1976 den Ivor Novello Award. Das Original wurde am 18. Oktober 1977 von der British Phonographic Industry (BPI) als „beste Single der letzten 25 Jahre“ ausgezeichnet. Es ist zu hören im Kinofilm Wayne’s World, der am 14. Februar 1992 Premiere hatte. Der Titel wurde zur „Nation’s Favourite Number One Single“ ausgewählt.
Im März 2021 zertifizierte die Recording Industry Association of America den Song als „Diamant“, da er zehn Millionen verkaufte Tonträger und Stream-Äquivalente in den Vereinigten Staaten zählt.
2021 wurde der Titel auf Platz 17 der Rolling-Stone-Liste Die 500 besten Songs aller Zeiten gewählt.

## Kommerzieller Erfolg

### Chartplatzierungen
Bohemian Rhapsody erreichte in Deutschland Rang sieben der Singlecharts und platzierte sich vier Wochen in den Top 10 sowie 30 Wochen in den Charts. In Österreich erreichte die Single Rang acht und platzierte sich eine Woche in den Top 10 und 31 Wochen in den Charts. In der Schweizer Hitparade erreichte Bohemian Rhapsody mit Rang vier ebenfalls die Top 10 und hielt sich dort elf Wochen sowie insgesamt 79 Wochen in der Hitparade. Im Vereinigten Königreich erreichte die Single die Chartspitze und hielt sich 9 Wochen an ebendieser sowie 20 Wochen in den Top 10 und 50 Wochen in den Charts. Es wurde zum ersten Nummer-eins-Hit für Queen in ihrer Heimat. Bohemian Rhapsody ist die einzige britische Single, die zweimal zum Weihnachts-Nummer-eins-Hit wurde (1975 und 1991). In den Vereinigten Staaten erreichte Bohemian Rhapsody mit Rang zwei seine höchste Chartnotierung und hielt sich elf Wochen in den Top 10 und 44 Wochen in den Top 100. Des Weiteren erreichte die Single die Chartspitze in Belgien, Irland, Kanada, Neuseeland und der Niederlande sowie Top-10-Platzierungen in Norwegen, Schweden und Australien.
| ChartsChartplatzierungen       | Höchstplatzierung | Wochen |
| ------------------------------ | ----------------- | ------ |
| Deutschland (GfK)              | 7 (30 Wo.)        | 30     |
| Österreich (Ö3)                | 8 (31 Wo.)        | 31     |
| Schweiz (IFPI)                 | 4 (79 Wo.)        | 79     |
| Vereinigte Staaten (Billboard) | 2 (44 Wo.)        | 44     |
| Vereinigtes Königreich (OCC)   | 1 (50 Wo.)        | 50     |

| ChartsJahrescharts (1976) | Platzierung |
| ------------------------- | ----------- |
| Deutschland (GfK)         | 47          |

### Auszeichnungen für Musikverkäufe
Queen

| Land/Region                  | Auszeichnungen für Musikverkäufe (Land/Region, Auszeichnung, Verkäufe) | Verkäufe   |
| ---------------------------- | ---------------------------------------------------------------------- | ---------- |
| Australien (ARIA)            | 8× Platin                                                              | 560.000    |
| Brasilien (PMB)              | Platin                                                                 | 60.000     |
| Dänemark (IFPI)              | 3× Platin                                                              | 270.000    |
| Deutschland (BVMI)           | 3× Gold                                                                | 900.000    |
| Frankreich (SNEP)            | —                                                                      | 35.900     |
| Griechenland (IFPI)          | Platin                                                                 | 20.000     |
| Italien (FIMI)               | 5× Platin                                                              | 500.000    |
| Japan (RIAJ)                 | Gold                                                                   | 100.000    |
| Kanada (MC)                  | 7× Platin                                                              | 560.000    |
| Neuseeland (RMNZ)            | 8× Platin                                                              | 240.000    |
| Portugal (AFP)               | 4× Platin                                                              | 40.000     |
| Spanien (Promusicae)         | 5× Platin                                                              | 300.000    |
| Vereinigte Staaten (RIAA)    | Diamant (Digital) · + Gold (Physisch)                                  | 5.445.000  |
| Vereinigtes Königreich (BPI) | Platin (Physisch) · + 5× Platin (Digital)                              | 3.600.000  |
| Insgesamt                    | 3× Gold · 49× Platin · 1× Diamant ·                                    | 12.630.900 |

Hauptartikel: Queen (Band)/Auszeichnungen für Musikverkäufe
Panic! at the Disco

| Land/Region               | Auszeichnungen für Musikverkäufe (Land/Region, Auszeichnung, Verkäufe) | Verkäufe |
| ------------------------- | ---------------------------------------------------------------------- | -------- |
| Vereinigte Staaten (RIAA) | Gold                                                                   | 500.000  |
| Insgesamt                 | 1× Gold ·                                                              | 500.000  |

## Coverversionen
Der für einen Popsong opernhaft und dynamisch strukturierte Song ist schwer zu covern. Im Folgenden eine Auswahl von Interpreten, die Coverversionen von Bohemian Rhapsody veröffentlichten:
- London Symphony Orchestra – Instrumental auf dem Album Classic Rock (1977)
- Elena Durán und das Royal Philharmonic Orchestra (1982)
- Bad News (Album und Single, 1987); produziert von Brian May, Begleitgesang u. a. von John Deacon
- Fuzzbox sangen eine A-cappella-Version ein, die als B-Seite der Single What's The Point erschienen ist (1987)
- Weird Al Yankovic – eine Polka-Fassung des Liedes unter dem Titel Bohemian Polka erschien auf seinem Album Alapalooza (1993)
- De Dannan spielten 1996 eine Version unter dem Titel Hibernian Rhapsody auf ihrem gleichnamigen Album ein
- Magic Affair sangen das Lied 1996 auf dem Eurodance-Queen-Sampler Queen Dance Traxx Vol. 1
- The Braids – Soundtrack des Films High School High (1996); auch als Single veröffentlicht; produziert von Stephan Jenkins, dem Sänger von Third Eye Blind
- Montserrat Caballé und Bruce Dickinson, Sänger von Iron Maiden (auf Caballés Album Friends for Life, 1997)
- Faye Wong auf ihrem Live-Album Changyou Da Shijie Wang Fei Yangchang Hui 98 – 99
- Molotov – Rap, Soda y Bohemia auf dem Album Molomix (Remix Collection) von 1998
- Helmut Lotti auf seinem Album Pop Classics in Symphony, (2003)
- Maybebop – A-cappella-Version auf dem Album Heiße Luft von 2003
- The Flaming Lips auf dem Album Killer Queen – A Tribute to Queen (2005)
- Mnozil Brass – in ihrem Programm Seven, 2005 auf DVD.
- Emilie Autumn auf der EP Girls Just Wanna Have Fun & Bohemian Rhapsody von 2009
- Die Muppets haben eine Version bei YouTube veröffentlicht (2009)
- P!nk auf dem Album Funhouse Tour: Live in Australia (2009)
- Hayseed Dixie auf dem Album Killer Grass (2010)
- Der Cast der Fernsehserie Glee (2010)
- Jake Shimabukuro auf der Ukulele (2010)
- William Shatner auf seinem Album Seeking Major Tom (2011)
- Westlife auf ihrer Live-DVD The Farewell Tour (2012)
- Puscifer auf der Veröffentlichung Donkey Punch the Night (2013)
- The Forest Rangers feat. The White Buffalo, Billy Valentine & Franky Perez für die siebte Staffel der Serie Sons of Anarchy (2014)
- Alex Goot feat. Kurt Hugo Schneider, Sam Tsui & Tyler Ward auf YouTube (2015)
- Naturally 7 – Sample als Galileo auf ihrem Album Hidden in Plain Sight (2015)
- Panic! at the Disco auf dem Soundtrack zum Film Suicide Squad (2016)
- Pentatonix (2017)
- Ran-D & Adaro – Thunderbolts of Lightning (2023)[42]